# Joachim Andersen
Joachim Christian Andersen (Solrød, 31 de maio de 1996) é um futebolista profissional dinamarquês que atua como zagueiro. Atualmente joga pelo Fulham.

## Carreira no clube
Andersen começou a jogar futebol aos quatro anos de idade no clube local Greve Fodbold, onde jogou de 2000 a 2009. Ele então ingressou nas categorias de base do Copenhague, antes de assinar com o Midtjylland aos 15 anos de idade.
Em abril de 2013, antes de fazer sua estreia no time principal do Midtjylland, o Twente enviou olheiros para observar Andersen e ofereceu-lhe um teste de uma semana, que ele aceitou. Quatro meses depois, ele assinou um contrato juvenil com o Twente por uma quantia estimada em cerca de 5 milhões de coroas dinamarquesas (€ 650.000).

### Twente
Embora ainda fosse um jogador sub-19, foi promovido à equipe principal e, em 8 de novembro de 2013, Andersen fez sua primeira aparição pelo Jong Twente jogando toda a partida. Não disputou nenhuma partida pela primeira equipe na primeira temporada, mas já no segundo ano no clube foi promovido para treinar com a primeira equipe com jogadores como Dušan Tadić, Hakim Ziyech, Jesús Manuel Corona, Quincy Promes e Andreas Bjelland.
No dia 7 de março de 2015, teve sua chance no time titular estreando contra o Willem II, jogando os últimos 20 minutos. Uma semana depois, ele assinou um novo contrato com o Twente até 2018. Em 2015, Andersen ganhou o prêmio de talento sub-19 do ano da Associação Dinamarquesa de Futebol.
No dia 22 de março, começou a partida como titular contra o Groningen e marcou seu primeiro gol pela equipe.

### Sampdoria
Em 26 de agosto de 2017, Andersen assinou contrato com o Sampdoria.

### Lyon
Em 12 de julho de 2019, Andersen assinou um contrato de cinco anos com o Lyon. O valor da transferência foi de € 30 milhões (24 + 6 milhões em bônus), o que significa que Andersen se tornou a transferência recorde do Lyon. Foi também o valor recorde pago por um jogador de futebol dinamarquês.
Em 2 de outubro, fez sua estreia na Liga dos Campeões contra o RB Leipzig, e em 11 de novembro marcou seu primeiro gol na Liga dos Campeões na vitória por 3–1 sobre o Benfica.

#### Empréstimo ao Fulham
Em 5 de outubro de 2020, Andersen ingressou no Fulham, clube da Premier League, por empréstimo de uma temporada. Em 19 de dezembro de 2020, Andersen foi expulso em um empate de 1 a 1 com o Newcastle United, recebendo um segundo amarelo ao conceder um pênalti polêmico por uma falta sobre Callum Wilson. Andersen foi nomeado para o prêmio de Jogador do Mês da liga em fevereiro de 2021, após uma série de exibições defensivas impressionantes que viram o Fulham sofrer apenas três gols em seis partidas, conquistando nove pontos vitais na luta contra o rebaixamento. Em 19 de março de 2021, Andersen marcou seu primeiro gol no Fulham na derrota por 1–2 na liga em casa para o Leeds United.

### Crystal Palace
Em 28 de julho de 2021, o Crystal Palace anunciou a assinatura de Andersen em um contrato de cinco anos.

## Carreira internacional
Ele representou a Dinamarca nas categorias sub-16, sub-17, sub-19, sub-20 e sub-21 antes de ser convocado para a seleção principal para partidas contra Kosovo e Suíça em março de 2019. Em 15 de outubro de 2019, fez a sua estreia pela seleção na vitória da Dinamarca contra Luxemburgo por 4 a 0.
Em 25 de maio de 2021, Andersen foi convocado para a disputa do Campeonato Europeu de Futebol de 2020.
Em 7 de novembro de 2022, foi incluído na convocação para a Copa do Mundo FIFA de 2022.

## Ligaçõe externas
- «Perfil de Joachim Andersen». em Soccerway